# Sergei Kourdakov
Serguieï Nikolaievitch Kourdakov (en russe : Сергей Николаевич Курдаков), né le 1er mars 1951 et mort le 1er janvier 1973, était un ancien agent du KGB et officier de la marine sovietique, qui depuis la fin de sa jeunesse, organisa et participa à plus de 150 expéditions punitives dirigées contre des communautés chrétiennes souterraines de différentes régions de l'URSS, à la fin des années 1960,. 
À l'âge de vingt ans, il déserta pour rejoindre le Canada, alors qu'il était en poste sur un chalutier soviétique dans le Pacifique Nord, et se convertit au christianisme. Il se tue par accident en manipulant son revolver,.
Il est connu pour avoir écrit Pardonne-moi Natacha, une autobiographie qu'il a écrite peu avant de mourir en 1973 et qui fut publiée à titre posthume. Son œuvre publiée dans plusieurs langues a été adaptée en BD en France par Guy Lehideux (aux Éditions du Triomphe).

## Œuvre
(en) Sergei Kourdakov, The Persecutor, Fleming H. Revell Company, 1973, 29–30 p. (ISBN 0-8007-0631-5). 